# Breaking up Somebody's Home
«Breaking up Somebody's Home» — сингл Альберта Кінга, випущений лейблом Stax Records в 1972 році. «Breaking up Somebody's Home» посіла 35 сходинку в чарті Billboard R&B Singles, а в чарті The Billboard 100 — 91 позицію.
У 1972 році соул-співачка Енн Піблз записала «Breaking up Somebody's Home» для свого альбому Straight From the Heart і випустила як сингл. Композиція посіла 13 сходинку в чарті Billboard R&B Singles.
Інші версії:
- 1973 —  Альберт Кінг з Blues at Sunset.
- 1973 — Бетт Мідлер з Bette Midler.
- 1973 — Деніз ЛаСалль з On the Loose.
- 1977 — Джиммі Джонсон з Tobacco Road.